# Masayoshi Haneda
Masayoshi Haneda (羽田昌義, Haneda Masayoshi, né le 13 novembre 1976), est un acteur japonais de cinéma et de théâtre. Il est surtout connu pour son rôle en tant que Tanaka dans la série Westworld.

## Biographie
Dès son plus jeune âge, Haneda décide de se lancer dans une carrière d'acteur. De 1999 à 2000, sous la direction de Yoko Narahashi, il fréquente l'United Performers' Studio (UPS Academy) à Tokyo, où il participe à des pièces de théâtre. Après sa graduation, il poursuit avec passion ses études en participant à des ateliers animés par des professeurs de l'Actors Studio à New York,. En 2003, il est cascadeur sur le film de 2003 The Last Samurai,.
Haneda a joué dans des films tels que When the Last Sword Is Drawn (2003), Oh! My Zombie Mermaid (2004), Marebito (2004), Godzilla: Final Wars (2004) et Memories of Matsuko (2006). Son débuts internationaux ont commencé en juillet 2006 avec le film indépendant franco-germano-indien La Vallée des fleurs. En 2008, Haneda est apparu dans un rôle du film américano-japonais The Ramen Girl. En 2012, Haneda a joué un rôle de soutien en tant que chauffeur et interprète du personnage de Matthew Fox dans Crimes de guerre (film). Cela a été suivi d'un rôle de samouraï dans 47 Ronin en 2013. En 2014, il était soldat dans Edge of Tomorrow.

## Filmographie sélective
- 2003 : The Last Samurai : un cascadeur
- 2004 : Godzilla: Final Wars : Exécuteur (non crédité)
- 2006 : Memories of Matsuko : Garde de sécurité
- 2006 : La Vallée des fleurs : Garde de sécurité
- 2008 : The Ramen Girl : Yuki
- 2009 : Môhitotsu no yanagawa-gumi mukuge no hana (Vidéo)
- 2011 : Deadball
- 2012 : Crimes de guerre : Takahashi
- 2013 : 47 Ronin : Yasuno
- 2014 : Edge of Tomorrow : Takeda
- 2014 : Gunshi Kanbee : Ujinao Hojo (2 épisodes)
- 2015 : Marco Polo : fils de Subutai (Téléfilm)
- 2018 : Colette : Baptiste (non crédité)
- 2018 : Westworld : Tanaka (2 épisodes. Saison 2 Épisode 5 : Akane No Mai Épisode 6 : Le Cœur de Sakura)
- 2020 : Minamata : Exécuteur
- 2021 : Age of Samurai: Battle for Japan : Nobunaga Oda (3 épisodes)
- 2022 : Tokyo Vice : Kume (5 épisodes)
- 2024 : Ride Out : Kuratomo